# Berazategui Partido
Berazategui là một xã của Buenos Aires, Argentina. Với diện tích 188 km2 (73 dặm vuông) và dân số 20.224 người (2010), Berazategui Partido nằm ở phía đông nam của nội ô Buenos Aires, với thủ phủ là thành phố Berazategui.
Berazategui Partido là một phần của Quilmes Partido cho đến năm 1960.
Thành phố Berazategui có một khu thương mại với một phố đi bộ.
Berazategui cũng là sân nhà của Asociación Deportiva Berazategui, một câu lạc bộ bóng đá chơi trong trong giải hạng tư Argentina.

## Quận
- Berazategui (thủ phủ)
- El Pato
- Juan María Gutiérrez
- Ranelagh
- Sourigues
- Pereyra
- Plátanos
- Villa España
- Hudson